# كريستوفر تايلور
كريستوفر تايلور (بالإنجليزية: Christopher Taylor)‏ هو منافس ألعاب قوى جامايكي، ولد في 1 أكتوبر 1999 في جامايكا.

## وصلات خارجية
- كريستوفر تايلور على موقع الاتحاد الدولي لألعاب القوى (الإنجليزية)
- كريستوفر تايلور على موقع أوليمبيديا (الإنجليزية)